# Suede (album)
Suede este albumul de debut al formației britanice de rock alternativ Suede, lansat pe data de 29 martie 1993, la casa de discuri Nude Records. Denumit de către presa vremii „cel mai așteptat album de debut de la 'Never Mind The Bollocks...' al celor de la Sex Pistols încoace”, Suede avea să devină unul dintre cele mai repede vândute albume de debut din istoria muzicii britanice, câștigând Discul de Aur a doua zi după lansare. A debutat direct pe locul întâi în UK Chart, a câștigat Premiul Mercury Music în 1993 și este adesea privit drept startul mișcării britpop.

## Contextul și înregistrarea albumului
Suede atrăseseră rapid atenția presei britanice de specialitate; în 1992, înainte să fi lansat vreun material de studio, formația a apărut pe coperta revistei Melody Maker, care i-a prezentat cu titlul de „Suede: Cea mai bună trupă debutantă din Marea Britanie” („Suede: The Best New Band in Britain”). Un an mai târziu, revista Q i-a denumit „trupa anului 1993”. Anul de dinaintea lansării albumului a fost unul în care formația a dominat presa muzicală, primind laude considerabile din partea criticilor.
Suede a fost înregistrat la studiourile Master Rock în Kilburn; înregistrările au costat 105.000 de lire. Metoda de lucru în studio a producătorului Ed Buller era aceea de a forma o legătură cât mai strânsă cu acel membru al formației pe care el îl considera a fi cel mai important pentru sunet și inputul creativ. În cazul formației Suede, era vorba de chitaristul Bernard Butler, lucru ce a constituit un motiv de nemulțumire pentru solistul Brett Anderson. Buller avea să fie cel mai apropiat colaborator muzical al trupei în anii ce aveau să urmeze. Anderson îl simpatiza pe Buller, atât ca persoană, cât și pentru entuziasmul său în privința formației. El a aprobat producția primului single, „The Drowners”, însă în privința single-ului „Metal Mickey” a avut o părere diferită față de cea a lui Buller, simțind că acesta din urmă îi răpise cântecului „brutalitatea metalică”. Formația încheia cântecul în concertele live în mod abrupt, imediat după refren; în loc de asta, Buller a sugerat introducerea unui final extins de tip fade-out, care să incorporeze și o schimbare de ton. Butler avea în cele din urmă să intre în conflict cu Buller din motive similare în timpul înregistrărilor pentru Dog Man Star, eveniment pe care Anderson îl presimțise: „Cred că, pe măsură ce Bernard a devenit mai bun din punct de vedere tehnic, și pentru că a avut mereu o ureche fină, a sesizat foarte curând defectele apărute în ceea ce făcea Ed.”

## Muzica
Nick Wise privește întregul album ca fiind o competiție între Butler și Anderson, fiecare încercând să îl depășească pe celălalt, și producând, prin urmare, „un potpuriu de chitare învolburate, gemete în falsetto și o amplificare crescândă care izbutește cumva să producă o combinație de sunete amețitoare, stranie și frumoasă.” În zilele în care fosta prietenă a lui Anderson, Justine Frischmann, era încă membră a formației și se întâlnea cu Damon Albarn de la Blur, versurile solistului erau mai deprimante. El a menționat că melodiile „Pantomine Horse” și „He's Dead” au reprezentat un produs al unei minți nefericite, și că nu ar fi putut scrie asemenea melodii dacă ar fi fost fericit. Anderson preciza de asemenea: „când vine vorba de scris, sunt multe de spus despre starea de nefericire. Beneficiam de o creativitate sporită atunci când eram nesatisfăcut din punct de vedere sexual.”
„Metal Mickey” a fost primul extras pe single Suede care s-a bucurat de un real succes, ajungând pe 17 în topul britanic. Conform lui Anderson, piesa a fost inspirată de vocalista trupei Daisy Chainsaw, KatieJane Garside. Butler a notat că inspirația sa muzicală a fost reprezentată de piesa „The Shoop Shoop Song”. Anderson a scris „Sleeping Pills” în timp ce făcea muncă voluntară la un centru din Highgate. Piesa era inspirată de drama zilnică a casnicelor britanice, și de dependența lor de valium ca o formă de evadare din lumea înconjurătoare. Anderson considera la momentul respectiv versurile piesei drept favoritele sale, mai sofisticate decât cele de la „Animal Nitrate”. Formația intenționa, de altfel, să lanseze „Sleeping Pills” drept cel de-al treilea single, însă deținătorul companiei Nude Records, Saul Galpern, s-a opus, sugerând chiar „Animal Nitrate” în schimb.
„Animal Nitrate”, (joc de cuvinte cu referire la un drog inhalant, denumit în engleză amyl nitrate), avea să fie cel mai de succes single de pe album, urcând până pe 7 în clasamentul britanic. Conținea cele mai riscante și îndrăznețe versuri scrise de Anderson până atunci, acesta comentând: „Știi că e vorba despre sex, violență și droguri. E un cântec destul de dur.” Ulterior, Anderson avea să caracterizeze Suede drept un album care vorbește despre „sex și depresie într-o egală măsură”. Multe piese de pe album erau influențate în mod direct de experiențe extrem de personale și emoționale din viața lui Anderson. Spre exemplu, „So Young” era despre supradoza prietenei sale. Anderson a comentat la adresa piesei: „Vorbește despre tinerețea pe muchie de cuțit.” „The Next Life” îi era dedicată mamei sale moarte, în timp ce „Breakdown” examina depresia extremă prin care trecea unul din prietenii lui din timpul școlii. „She's Not Dead” era o poveste adevărată despre sinuciderea mătușii lui Anderson și a amantului acesteia. Anderson preciza despre cântec: „conține genul de detalii care pot avea doar caracter real, care nu pot fi inventate.”
Pe de altă parte, Anderson a afirmat cu altă ocazie că piesele nu sunt autobiografice, ci „cel mai adesea situații imaginare bazate pe sentimente reale, sau situații reale împinse până la extrema lor logică”. Întrebat despre folosirea pronumelui personal „el” în cântece, Anderson a spus: „mult prea multă muzică are ca subiect sexualitatea în cel mai direct sens... Pe mine mă interesează doar sexualitatea în forma ei bizară. Oamenii care chiar contează în muzică... nu își declară sexualitatea. Morrisey nu a făcut-o niciodată, și e cu atât mai interesant pentru asta.” Anderson a avut o problemă cu piesa „Moving”, despre care a spus: „Nu sună deloc atât de bine pe album precum suna live.”

## Titlul și coperta
Înainte de lansarea albumului, formația a luat în considerare, mai în glumă, mai în serios, titluri precum Half Dog, Animal Lover și I Think You Stink, însă toate au sfârșit prin a fi abandonate în favoarea lui Suede. Fotografia de pe copertă, ambiguă în privința genului protagoniștilor, a creat un anumit grad de controversă în presă, determinând următorul comentariu din partea lui Anderson: „Am ales-o și datorită ambiguității ei, însă mai ales datorită frumuseții ei.” Imaginea cuplului androgin de pe copertă a fost luată din cartea Stolen Glances: Lesbians Take Photographs, apărută în 1991 și editată de Tessa Boffin și Jean Fraser. Fotografia fusese făcute de Tee Corinne; varianta întreagă înfățișează o femeie sărutând o cunoștință aflată într-un scaun cu rotile. Fotografia avea să fie ulterior refolosită pe coperta DVD-ului Love and Poison.

## Reacțiile criticilor
Suede a fost cel mai rapid vândut album de debut de la Welcome To The Pleasuredome al celor de la Frankie Goes To Hollywood. Extrasele pe single au fost foarte bine primite de către critică. Revista Select a denumit „Animal Nitrate” single-ul anului. Single-ul de debut, „The Drowners”, a fost foarte bine primit de către revistele NME și Melody Maker, care l-au votat drept single-ul anului.
Keith Cameron de la NME a notat albumul cu 7 (nota maximă fiind 10). Cameron a comparat albumul cu albumul de debut al celor de la The Smiths, arătând că deține aceleași scăderi, însă concluzia sa era favorabilă: „Acesta este debutul solid, de calitate, plin de încredere pe care l-au visat cei de la [Nude Records]”. Stuart Maconie de la revista Q a dat albumului 4 stele din 5, menționându-i în recenzie de David Bowie, Morrissey și Johnny Marr, și concluzionând astfel: „...Bowie și The Smiths sunt puncte de referință evidente. De la fiecare, Suede a preluat o charismă sexuală nepământeană, o anglicitate deosebit de claustrofobică și melodii îndrăzneț de bune. Mai mult, rar s-a întâmplat ca un disc din zona indie să apară însoțit de un simț atât de arzător al propriei importanțe.”
Albumul a fost primit cu căldură de criticii americani. Robert Christgau l-a numit „un debut surpinzător de bine construit.” Stephen Thomas Erlewine de la Allmusic a creditat albumul cu 5 stele, notând: „Chitaristul Bernard Butler are un talent pentru construirea liniilor melodice care prind repede” și „vocea lui Anderson este afectată într-un mod calculat și teatrală, dar se potrivește cu emoția intensă a versurilor sale poetice la modul conștient de sine.” Revista Rolling Stone a dat albumului 4 stele, David Fricke menționând următoarele în recenzia sa: „Suede este exact ceea ce obișnuiau să fie marile staruri pop britanice: convingători, creatori de confuzie, exasperanți.”

### Performanțe în topuri și vânzări
Albumul a urcat pe locul 1 în topul britanic (UK Albums Chart), petrecând 22 de săptămâni în top 40. Albumul a vândut 100.000 de copii în prima săptămână de la lansare,, ajungând la 340.000 de copii vândute în septembrie 2011. Suede este cel mai bine vândut album al formației în Statele Unite, vânzând 105.000 copii până în anul 2008, conform Nielsen SoundScan.

### Distincții
| Publicația                              | Țara           | Distincția                                      | Anul | Locul |
| --------------------------------------- | -------------- | ----------------------------------------------- | ---- | ----- |
| 1001 de albume de ascultat într-o viață | Marea Britanie | 1001 de albume de ascultat într-o viață         | 2005 | *     |
| Alternative Press                       | SUA            | Top 99 de la '85 la '95                         | 1995 | 94    |
| Kitsap Sun                              | SUA            | Top 200 albume ale ultimilor 40 de ani          | 2005 | 176   |
| No Ripcord                              | Marea Britanie | Top 100 albume de debut                         | 2011 | 49    |
| NME                                     | Marea Britanie | Cele mai bune 100 de albume britanice           | 2006 | 30    |
| Q                                       | Marea Britanie | Top 100 cele mai bune albume votate de cititori | 1998 | 60    |
| Select                                  | Marea Britanie | Cele mai bune 100 de albume ale anilor '90      | 1996 | 89    |
| Spin                                    | SUA            | Ghidul albumelor: britpop esențial              | 2003 | *     |
| Uncut                                   | Marea Britanie | Cele mai bune 100 albume de debut               | 2006 | 99    |
| Virgin                                  | Marea Britanie | Chestionar: Top 1000 albume                     | 1998 | 96    |

(*) reprezintă listele fără clasament.

## Lista melodiilor
1. „So Young” – 3:38
2. „Animal Nitrate” – 3:27
3. „She's Not Dead” – 4:33
4. „Moving” – 2:50
5. „Pantomime Horse” – 5:49
6. „The Drowners” – 4:10
7. „Sleeping Pills” – 3:51
8. „Breakdown” – 6:02
9. „Metal Mickey” – 3:27
10. „Animal Lover” – 4:17
11. „The Next Life” – 3:32

## Personalul
| Suede - Brett Anderson – voce - Bernard Butler – chitară, pian - Mat Osman – chitară bas - Simon Gilbert – tobe | Producție - Ed Buller – sintetizator, aranjor, claviatură, producător, inginer - Gary Stout – inginer - Tee Corinne – fotografie (copertă) - Peter Barrett – design - Andrew Biscomb – design - Pat Pope – fotografie - Pennie Smith – fotografie | Muzicieni suplimentari - Shelley Van Loen – vioară - Lynne Baker – violă - Caroline Barnes – vioară - John Buller – aranjamente corn francez - Trevor Burley – violoncel - Simon Clarke – sexofon - Phil – percuție |